# Alma (mitologia)
L'Alma o Almas è una creatura leggendaria che, secondo la tradizione, abita le montagne mongole. In lingua mongola il suo significato è letteralmente "uomo selvaggio" e viene considerato un parente molto stretto dello Yeti e dello Yeren.

## Descrizione
L'Alma sarebbe una specie di ominide, la cui esistenza non è ancora confermata dalla scienza. I testimoni oculari affermano che è alto più o meno come un uomo, curvo, più peloso di un essere umano.
Nella cultura della Mongolia questa creatura occupa un posto di primo piano, basti pensare alle numerose località geografiche che traggono il proprio nome da esso. È il caso ad esempio di Almasyn dobo (le colline degli Alma o le tombe degli Alma), dell'Almasyn ulan oula (le montagne rosse dell'Alma) o ancora delle Almasyn ulan khada (le rocce rosse dell'Alma). Il loro habitat è costituito dalle regioni desertiche del Gobi e dagli aridi e rocciosi rilievi della catena montuosa degli Altai. Fino alla catena delle Tien Shan, al confine con la Cina.

## Storia
Le prime leggende sulla sua esistenza si perdono nella notte dei tempi, ma la prima testimonianza scritta di un suo presunto avvistamento risale al 1420 ad opera di un occidentale: l'esploratore tedesco Johann Schiltberger, che durante i suoi viaggi fu fatto prigioniero dai mongoli e trasportato attraverso le montagne Tien Shan. Nei suoi racconti egli parla delle creature che abitavano quelle terre, descrivendole come "uomini selvaggi che nulla hanno a che vedere con gli esseri umani, hanno una folta pelliccia che ricopre tutto il corpo fatta eccezione per le mani e la faccia. Queste creature corrono tra le colline come animali e si cibano di foglie, erba e qualsiasi cosa riescano a trovare".
Nel 1941 il medico militare sovietico Vargen S. Karapetyan, di stanza in un villaggio del Daghestan, riferì che un distaccamento dell'Armata Rossa sotto il suo comando aveva catturato un "uomo selvaggio" ricoperto di sottili capelli scuri. Dopo che l'interrogatorio rivelò la sua apparente incapacità (o riluttanza) a parlare, Karapetyan lo analizzò e lo descrisse minutamente, accertando che non si trattava né di un uomo né di un travestimento. Karapetyan consegnò poi lo strano essere ai suoi superiori, e ciò che avvenne in seguito resta un mistero, dato che il destino dello sventurato essere non fu comunicato a nessuno, nemmeno allo stesso Karapetyan. Ci sono varie versioni di questa leggenda nella letteratura criptozoologica (secondo una delle quali la sfortunata creatura sia stata uccisa come spia tedesca) e, come con altri rapporti sul misterioso Almas, la prova concreta è assente.